# Příkazy (Osíčko)
Příkazy (deutsch Prikas, früher Przikas) ist eine Ansiedlung der Gemeinde Osíčko in Tschechien. Sie liegt sechs Kilometer nordöstlich von Bystřice pod Hostýnem und gehört zum Okres Kroměříž.

## Geographie
Příkazy befindet sich am nördlichen Fuße der Hosteiner Berge am Rande der Podbeskydská pahorkatina (Vorbeskidenhügelland). Das Dorf liegt linksseitig der Moštěnka und bildet mit dem gegenüberliegenden Osíčko ein geschlossenes Bebauungsgebiet. Gegen Westen liegt das Tal des Baches Osíčko. Südlich verläuft die Bahnstrecke Hulín – Valašské Meziříčí; die Bahnstation Osíčko liegt am Ortsrand von Příkazy, von ihr führt ein Anschlussgleis ins Industriegebiet Loukov. Südöstlich erhebt sich der Na Stráži (448 m), im Süden der Kelčský Javorník (865 m) und Javorník (799 m) sowie südwestlich der Štipce (370 m).
Nachbarorte sind Horní Újezd, Drholec und Trávník im Norden, Osíčko und Komárno im Nordosten, Podhradní Lhota im Osten, Rajnochovice, Košovy und Holubova Chata im Südosten, Tesák und Na Pasekách im Süden, Chvalčov, V Revíře und Loukov im Südwesten, Nový Dvůr und Libosváry im Westen sowie Vítonice im Nordwesten.

## Geschichte
Die erste schriftliche Erwähnung von Příkazy erfolgte 1309 im Zusammenhang mit der bischöflichen Burg Schaumburg. Nach dem Untergang der Burg gehörte das Dorf ab 1349 Mikeš von Příkazy. Dieser verkaufte Prziekassy 1360 an das Olmützer Kapitel, das das Dorf zusammen mit Osíčko an Zdeněk von Domaželice weiterveräußerte. Zu den nachfolgenden Besitzern gehörten u. a. ab 1447 Jan Mrlín von Příkazy. 1466 verkaufte Katharina von Zierotin das Erbgericht Příkazy mit dem Hof, dem Fischteich, einem Garten und dem Jagdrecht an Václav von Příkazy. Wilhelm II. von Pernstein, der das Gut zum Ende des 15. Jahrhunderts erworben hatte, verkaufte es wenig später den Grafen von Würben. Nach der Schlacht am Weißen Berg wurde der Würbensche Besitz vom Landesherrn konfisziert und an Kardinal Franz Seraph von Dietrichstein verkauft. Im Hufenregister von 1672 sind für das zur Herrschaft Mährisch Weißkirchen-Leipnik gehörige Dorf Pržikazy 19 Anwesen ausgewiesen, die sämtlich bewirtschaftet waren. Das älteste Ortssiegel von Przikaz stammt aus dem Jahre 1759. Es wurde bis 1820 verwendet und zeigte ein symbolisches Flachsfeld sowie die zwei Winzermesser aus dem Wappen der Dietrichsteiner. Im 19. Jahrhundert verkaufte die Familie von Dietrichstein das Gut an die Grafen Laudon. Die Bewohner waren zu Frondiensten und zur Erhaltung des Weges von Bystřice pod Hostýnem nach Valašské Meziříčí verpflichtet. Gepfarrt ist das Dorf seit eh und jeh nach Loukov. Bis zur Mitte des 19. Jahrhunderts blieb Přikaž immer nach Mährisch Weißkirchen-Leipnik untertänig.
Nach der Aufhebung der Patrimonialherrschaften bildete Přikaž / Przikas ab 1850 eine Gemeinde in der Bezirkshauptmannschaft Holleschau und dem Gerichtsbezirk Bistritz. Im Jahre 1854 hatte Přikaž 326 Einwohner. Während des Deutschen Krieges waren im Jahre 1866 für fünf Wochen preußische Kürassiere in Přikaž einquartiert. Seit 1872 führte die Gemeinde den Namen Příkazy. 1883 begann in Příkazy der Zuckerrübenanbau für die Zuckerfabrik Hulín. 1888 erwarb die Gemeinde Osíčko das Gebäude des aufgehobenen Jagdreviers in Příkazy und richtete darin eine Schule ein, während die Kinder aus Příkazy weiterhin in Loukov unterrichtet wurden. Zwischen 1886 und 1888 wurde die Eisenbahnstrecke von Bystřice pod Hostýnem nach Valašské Meziříčí erbaut. In Příkazy entstand eine Bahnstation, die den Namen „Příkazy – Osíčko“ erhielt. Die Bewohner von Příkazy und Osíčko gründeten 1899 eine gemeinschaftliche Freiwillige Feuerwehr. 1908 einigten sich die Gemeinden Osíčko und Příkazy über die Aufnahme der Kinder aus Příkazy in die auf dem Kataster von Příkazy liegende Schule. Im Jahre 1936 wurde Příkazy elektrifiziert. Die Bahnstation „Příkazy – Osíčko“ wurde 1937 in „Osíčko“ umbenannt. Mit Beginn des Jahres 1951 wurden Příkazy und Osíčko zu einer Gemeinde zusammengeschlossen. Diese erhielt den Namen Osíčko, obwohl Příkazy die größere der beiden Ortschaften war. Nach der Aufhebung des Okres Holešov wurde die Gemeinde Osíčko 1960 dem Okres Kroměříž zugeordnet. Zwischen 1961 und 1983 besaß Příkazy den Status eines Ortsteiles.

## Sehenswürdigkeiten
- Kapelle Mariä Heimsuchung auf dem Dorfanger, errichtet 1864 anstelle eines hölzernen Glockenturmes aus dem 18. Jahrhundert. Im Jahre 1925 wurde darin ein Altar zum Gedenken an die Opfer des Ersten Weltkrieges hergerichtet
- Wasserteiler von der Moštěnka zur Libosvárka, südlich des Dorfes in den Wäldern am Fuße des Kelčský Javorník